# Clinotarsus curtipes
La rana curtipes (Clinotarsus curtipes) es una especie de anfibio de la familia Ranidae. La especie es natural de los Ghats occidentales en Kerala, Karnataka y Tamil Nadu (India).

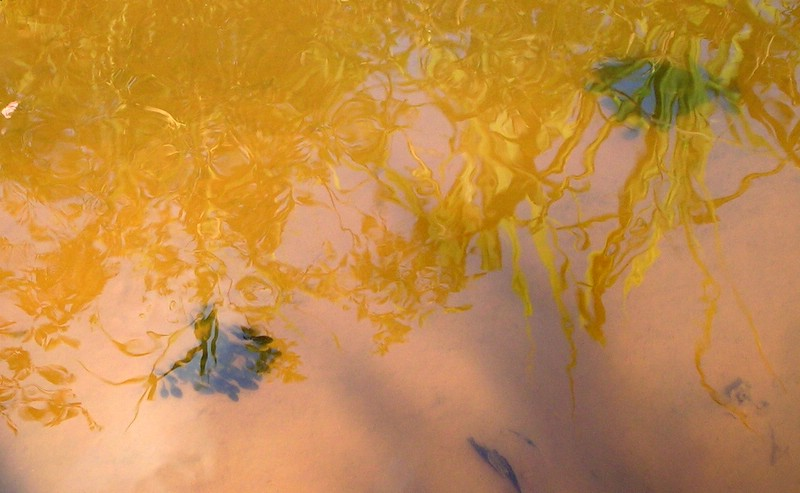
Renacuajos.

Está amenazada de extinción por la pérdida de su hábitat natural.